# 柴田丰
柴田丰（1911年6月26日—2013年1月20日），日本栃木县栃木市人，日本知名诗人。98岁出版处女作诗集《人生別氣餒》包含四十二首诗歌，在日本的发行量达到一百五十万部，从而一举走红，成为新锐女诗人。

## 生平
柴田丰，1911年（明治四十四）出生在日本栃木县栃木市，父亲是一个经营粮店的商人。柴田丰出生后不久，家里的粮店就倒闭了。她在十几岁就被迫去做裁缝和旅馆的服务员，靠两份工作辛勤养家糊口。和大多数同龄的日本人一样，柴田丰经历了日本的军国主义时代，也亲眼目睹了战后的复兴，结婚生子，劳作度日。尽管曾经一度离婚，但总的来说生活得平静祥和。
柴田丰开始写诗，是受到自己儿子的鼓励。1992年，柴田丰的老伴不幸去世，从此以后开始了独自的生活。她的儿子，时年六十五岁的柴田健一没有跟柴田丰住在一起，不免有些担心，于是多次跑来问母亲愿意不愿意跟自己过生活，都被喜欢独立的柴田丰拒绝了。儿子的家比较远，开车到柴田丰这里要一个小时，不能每天来照顾。时间长了，不免担心母亲过于寂寞。柴田健一喜欢写诗，出于给柴田丰解闷的目的便也劝她尝试一下。
最初，柴田丰对儿子的建议没理会，后因为太闲适而决定试一试。92岁的柴田丰开始写诗生涯，一试之下不可收拾。柴田丰生活阅历丰富，又对世界抱有一种基于现实的乐观态度，其所写诗作如同泰戈尔的哲理诗一样轻松，点出了生活的本质。受到家人好评的柴田丰把自己的诗作寄送给《产经新闻》的专栏《早晨的诗》，结果连连被刊载。一个九十几岁的“新锐”女诗人就此诞生。
2013年1月20日，柴田豐以101歲高齡逝世。

## 风格
柴田丰的诗作朴实无华，充满了百年人生的感悟，还略带一丝诙谐。例如，她曾作有这样一篇叫做《储蓄》的短诗：“我在心中储蓄，存的是他人的善意。变得寂寞的时候，就去提取，顿时生意盎然。你也从今天开始这个储蓄，那好处肯定超过养老金。”在更多的诗句中，柴田丰传达着自己珍视的感情，往往可以引发读者的共鸣。

## 评价
- 日本媒体将柴田丰的通俗易懂的诗歌比作“人生的救援歌”。[1]

- 《产经新闻》“朝之诗”专栏编辑在《永不气馁》序言中说：“只要看到柴田婆婆的诗，我就仿佛感受到一丝清爽的风吹拂脸庞。”[2]

- 日本著名女诗人新川和江是“朝之诗”稿件评选者，对柴田丰的诗评价很高。她说：“在今天这个世界里，仍有这样细腻的感情，纯净的思绪，即便是放在专业诗人中，（柴田丰）的作品也是很出色的了。柴田丰使用的诗歌语言极为通俗，有如手机短信一般简短易读，却又不失诗歌的优雅。”[2]